# 듀얼 포트 비디오 램

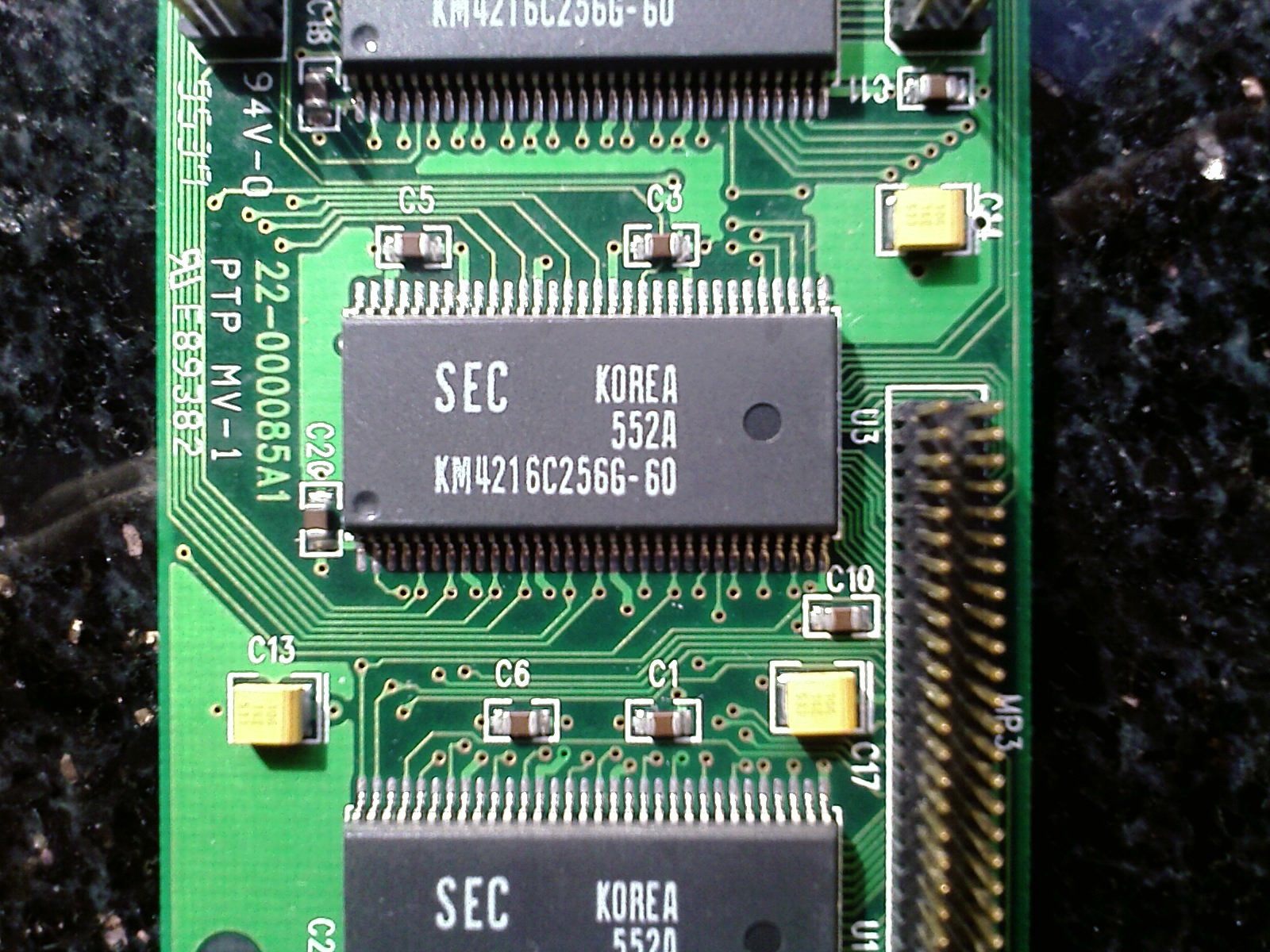
삼성전자 VRAM

듀얼 포트 비디오 램(dual-ported video RAM, 듀얼 포트 VRAM)은 한때 그래픽 어댑터에 프레임 버퍼를 저장하는 데 일반적으로 사용되었던 DRAM(동적 램)의 듀얼 포트 변형이다. 대부분의 컴퓨터와 게임 콘솔은 이러한 형태의 메모리를 사용하지 않으며 듀얼 포트 VRAM은 다른 형태의 비디오 메모리와는 구별된다.

## 역사
1980년 IBM 리서치의 F. 딜(F. Dill), D. 링(D. Ling) 및 R. 매틱(R. Matick)에 의해 발명되었으며 1985년에 특허가 발행되었다(미국 특허 4,541,075). VRAM의 최초 상업적 사용은 1986년 IBM이 RT PC 시스템용으로 도입한 고해상도 그래픽 어댑터에서 이루어졌으며, 이는 그래픽 디스플레이의 새로운 표준을 세웠다. VRAM이 개발되기 전에는 듀얼 포트 메모리가 상당히 비싸서 고해상도 비트맵 그래픽이 고급 워크스테이션으로 제한되었다. VRAM은 전체 프레임 버퍼 처리량을 향상시켜 저비용, 고해상도, 고속 컬러 그래픽을 가능하게 했다. 최신 GUI 기반 운영 체제는 이러한 이점을 활용하여 당시 전 세계적으로 그래픽 사용자 인터페이스(GUI)가 확산되는 데 핵심 요소를 제공했다.

## SDRAM으로 전환
1990년대에는 많은 그래픽 하위 시스템에서 VRAM을 사용했으며 메가비트 수를 장점으로 꼽았다. 1990년대 후반에 동기식 DRAM 기술은 단일 포트만 가능하고 더 많은 부하가 필요함에도 불구하고 VRAM을 대체할 수 있을 만큼 가격이 저렴하고 밀도가 높으며 빨라졌다. 그럼에도 불구하고 내부, 온칩 버퍼링 및 구성에 대한 많은 VRAM 개념이 최신 그래픽 어댑터에서 사용되고 개선되었다.

## 같이 보기
- 듀얼 포트 램